# Tanjung Baru (Tanjung Lubuk)
Tanjung Baru is een bestuurslaag in het regentschap Ogan Komering Ilir van de provincie Zuid-Sumatra, Indonesië. Tanjung Baru telt 2166 inwoners (volkstelling 2010).